# Sol·licitud
La sol·licitud és un document mitjançant el qual hom inicia un procediment administratiu.

## Estructura

### Identificació del sol·licitant
Cal consignar les dades personals de qui signa la sol·licitud:
- Nom i cognoms;
- Domicili;
- Document d'identitat;
- Altres dades opcionals: telèfon, lloc i data de naixement, professió, lloc de treball, etc., si són rellevants per a allò que se sol·licita.

### Exposició de fets
Cal exposar els fets que motiven la sol·licitud. S'inicia amb el verb EXPOSO, en majúscules i seguit de dos punts. Cada fet s'introdueix amb la conjunció QUE, i es redacten en paràgrafs separats i numerats.

### Sol·licitud
És el nucli del document, la part on es consigna la sol·licitud que es formula. Se sol iniciar amb el nexe Per això, i el verb SOL·LICITO o DEMANO, en majúscules i seguit de dos punts. La sol·licitud o sol·licituds s'introdueixen també amb la conjunció QUE si es tracta de frases, o bé sense la conjunció si es tracta de sintagmes nominals (SN).

### Datació
La datació inclou el lloc, separat amb una coma de la data; el dia i l'any, escrits en xifres, el mes, escrit en lletres i en minúscula.

### Signatura
Com que el nom i el cognoms de la persona sol·licitant ja consten a l'apartat Identificació del sol·licitant, no cal que constin en aquest; així, només cal signar i prou.

### Destinació
Escrivim, en majúscules, l'òrgan o la unitat administrativa a qui s'adreça la sol·licitud.

## Exemple de sol·licitud
```
Nom de la persona
, estudiant de filologia catalana de la UDG, amb DNI ## ### ###-#,
amb domicili al carrer 
nom
, 15, 3r 1a, 17430 Santa Coloma de Farners (Girona), i 
telèfon ### ## ## ##, 
EXPOSO: 	Que el dia 17 de gener hi ha un examen de Sintaxi II, amb la professora Isabel 
Puig, al qual no podré assistir perquè m'operen del genoll esquerre a l'hospital
Josep Trueta.
DEMANO: 	Que m'ajorneu l'examen o bé me'l feu uns dies abans, ja que no puc canviar la data
de l'operació.
Santa Coloma de Farners, 15 d'agost de 1998.
[signatura]
UNIVERSITAT DE GIRONA. DEPARTAMENT DE LLENGUA CATALANA.
```